# Bitwa pod Słobodyszczami
Bitwa pod Słobodyszczami – starcie zbrojne, które miało miejsce 7 października 1660 w czasie wojny polsko-rosyjskiej 1654–1667 pomiędzy dywizją Jerzego Sebastiana Lubomirskiego a idącym na odsiecz pod Cudnów wojskiem Jerzego Chmielnickiego.
W wyniku tej bitwy wojska Chmielnickiego zamknęły się w warownym obozie pod Słobodyszami i nie doszły z odsieczą pod Cudnów. W trakcie oblężenia obozu dochodziło do licznych dezercji. W rezultacie 17 października została zawarta ugoda cudnowska i wkrótce potem wycofały się oddziały Chmielnickiego.

## Marsz Chmielnickiego na odsiecz armii Szeremietewa
Hetman kozacki Jerzy Chmielnicki 29 września podjął marsz w kierunku osaczonej armii Szeremietiewa i około 1 października przybył pod Berdyczów, a wieczorem 5 października dotarł pod Słobodyszcze. Na naradzie wojennej pod Cudnowem w nocy z 5 na 6 października wobec zbliżania się armii kozackiej Chmielnickiego podjęto decyzję o dalszych działaniach. W tej trudnej sytuacji pod uwagę wzięto nawet odwrót w kierunku Lwowa. Rozważano także walkę z dwoma przeciwnikami jednocześnie. W końcu hetman polny koronny Jerzy Lubomirski zaproponował wydzielenie części sił i uderzenie na Chmielnickiego przed dotarciem jego armii pod Cudnów. Ostatecznie przyjęto plan Lubomirskiego pomimo obaw hetmana wielkiego koronnego Stanisława Rewery Potockiego, że rozdzielenie sił może doprowadzić do wyrwania się osaczonej armii Szeremietiewa. Zanim doszło do podziału sił pisarz polny koronny Jan Fryderyk Sapieha wzmocnił fortyfikacje otaczające osaczoną armię rosyjsko-kozacką, tworząc sieć szańców przypominającą swym kształtem olbrzymią pajęczynę.

## Grupa Lubomirskiego zmierza pod Słobodyszcze
Dnia 7 października Jerzy Lubomirski wziął ze sobą 14–15 tys. żołnierzy (w tym 2000 piechoty i 5–6 tys. Tatarów) i ruszył pod Słobodyszcze przeciwko 20–tys. armii kozackiej Jerzego Chmielnickiego. Pochód armii polsko–tatarskiej zabezpieczała dragonia von Bockuma. Przed południem Tatarzy dotarli do przeprawy w Piątkach i około godziny 9 rozproszyli niewielki oddział kozacki. Po przeprawieniu się przez rzeczkę zaskoczyli pojących konie Kozaków zagarniając kilkaset koni. Cztery godziny później o godzinie 13 pojawił się z resztą sił Lubomirski. Przed armią polsko-tatarską rozciągał się bagnisty obszar utworzony przez rzeczkę Hniłopat. Za rzeczką znajdowało się zrujnowane miasteczko, za którym na opadającym ku potokowi wzgórzu leżał obóz kozacki. Zachodni brzeg wzgórza był łagodniejszy, za to porośnięty sadami. Najbardziej dogodne podejście było od strony północnej. Z tyłu wzgórza był gęsty las. Obóz armii Chmielnickiego był wydłużony, rozciągając się z południa na północ, lewym bokiem zwrócony w kierunku rzeczki, a frontem ku Słobodyszczom. Nad bagnistą rzeczką Hniłopat był most długości 100–200 metrów. Nagłe pojawienie się armii polsko-tatarskiej całkowicie zaskoczyło Kozaków, którzy natychmiast rzucili się do fortyfikowania taboru. Część ruszyła bronić przeprawy przez most. Mimo uzyskanego zaskoczenia i spowodowanego nim chaosu w obozie kozackim Lubomirski bał się zaryzykować walki z marszu bez przeprowadzenia należytego rozpoznania, tym bardziej, że teren był niekorzystny i pozostawało niewiele czasu do zmroku.

## Przeprawa przez Hniłopat
Przybycie artylerii skłoniło Lubomirskiego do podjęcia ryzyka i wydania rozkazu do generalnego natarcia. Najpierw do ataku ruszyła kompania dragonów dowodzona przez Gordona. Celem jej natarcia było opanowanie przeprawy bronionej przez 1500 Kozaków. Brnących przez trzęsawisko dragonów wspierał ogień polskiej artylerii. Ponadto posuwający się wolno dragoni sami prowadzili gęsty ogień. Sytuację zdecydowanie poprawiło pojawienie się na prawym brzegu Tatarów, którzy po przeprawieniu się przez Hniłopat brodem na północ od miasta zaatakowali broniących mostu Kozaków od tyłu. Łącznie po dwóch godzinach przeprawa została zdobyta. Część sił broniących przejścia próbowała bronić się przed Tatarami w drewnianej cerkiewce, którą atakujący po nieudanym szturmie podpalili. Podczas walk Gordon stracił tylko jednego zabitego i sześciu rannych, podczas gdy Kozaków zginęło czterdziestu.  Następnie po zdobytym moście przeszedł pułk Jana Sobieskiego i zaatakował sady, przepędzając stamtąd Kozaków za cenę 5 zabitych towarzyszy. Chorągwie husarskie Wilczkowskiego i Wyżyckiego wyparły nieprzyjaciela z ruin miasteczka.

## Atak na obóz kozacki
Po przeprawieniu wszystkich swych sił przez Hniłopat Lubomirski uszykował swą armię do dalszej bitwy. W centrum ustawiona została piechota i dragonia, na prawym skrzydle, które było rozciągnięte z powodu niekorzystnego ukształtowania się terenu, stanął pułk Aleksandra Lubomirskiego, pułk Sokolnickiego oraz regiment rajtarii barona de Oedt. Przed północnym zboczem najlepiej nadającym się do szturmu stanęło lewe skrzydło. W jego skład weszły w pierwszej linii pułki Stanisława Lubomirskiego, Sobieskiego i Zamoyskiego, a w drugiej linii pułk Wyhowskiego, jego Kozacy oraz rajtaria Zamoyskiego. W odwodzie pozostał pułk Dymitra Wiśniowieckiego. Z ustawienia wynikało, że Lubomirski postanowił rozstrzygnąć bitwę atakiem frontalnym. Z braku rozpoznania terenu dowódcy poszczególnych pułków mogli wybierać kierunek ataku według własnego uznania. W tym czasie Tatarzy odcięli wojskom kozackim drogę odwrotu.
Podczas rozwijania się szyków armii koronnej Kozacy ograniczyli się jedynie do ostrzału artyleryjskiego. Pierwsi zaatakowali obóz kozacki Tatarzy, ale zostali odparci. Następnie około godziny 15 do natarcia ruszyło polskie centrum i lewe skrzydło. Na prawym skrzydle ze względu na bagnisty teren i strome zbocze Sokolnicki postanowił obejść pozycje kozackie i poszukać terenu dogodnego do szarży. W centrum cztery kompanie dragonii przełamały pierwszą linię kozacką i wdarły się do obozu. Tuż za nimi nacierała piechota dowodzona przez Cellarego, która zdobyła działa i obróciła je na będących w nieładzie Kozaków. Na lewym skrzydle pułki Sobieskiego i Zamoyskiego rozerwały tabor, a chorągiew husarska Wilczkowskiego dotarła aż pod namiot Chmielnickiego. Będący na skraju paniki Kozacy zepchnięci zostali w głąb swego obozu. Gdy w polskie ręce dostały się działa, wozy i namioty przekonani o zwycięstwie polscy piechurzy zamiast kontynuować atak rozpoczęli rabunek. Gdy szyki nacierających wojsk polskich, które rzuciły się do rabunku, załamały się, Kozacy opanowali panikę i ruszyli do kontrnatarcia. Atak kozacki był tak silny, że nawet interwencja odwodowego pułku Dymitra Wiśniowieckiego nie zdołała uratować sytuacji. Zarówno polskie centrum jak i lewe skrzydło musiały opuścić zdobyte pozycje i z wyjątkowo dużymi stratami wróciły do obozu. Na prawym skrzydle Sokolnicki wciąż szukał dogodnej pozycji do szarży i gdy znalazł się w wąskim przesmyku między moczarami a obozem kozackim dostał się pod silny ogień taboru bronionego przez Kozaków i Wołochów. Wobec braku możliwości manewru Sokolnicki zdecydował się na szarżę po stromym stoku. Akurat w tym samym momencie centrum i lewe skrzydło polskie były wypierane z obozu. Pomimo niekorzystnych warunków husaria zdołała poprzewracać wozy i wtargnąć do wnętrza obozu. Na tym jednak skończyły się sukcesy. Wkrótce przewaga liczebna Kozaków wzięła górę i grupa Sokolnickiego zaczęła ponosić coraz cięższe straty. Ostatecznie została rozbita, straciła cztery sztandary, a sam Sokolnicki został ranny i ledwo zdołał ujść przez bagna. Lubomirski po uporządkowaniu szyków rzucił swe wojska do dwóch kolejnych szturmów, jednak bez powodzenia. Zapadające ciemności przerwały walkę. Straty polskie wyniosły 150 zabitych oraz 400–500 rannych. Kozacy stracili 200 zabitych i 500–600 rannych. Tatarzy, którzy mocno zaangażowali się w bitwę ponieśli wyjątkowo duże straty – 300 zabitych i 300 rannych.

## Blokada armii Chmielnickiego
W południe 8 października Lubomirski zawiadomiony został o coraz większych trudnościach Potockiego w utrzymaniu armii Szeremietiewa w potrzasku. Zostawił więc ordę i kilka chorągwi jazdy by blokować armię Chmielnickiego, a z resztą wrócił pod Cudnów. Ponadto wyznaczył pełnomocników do pertraktacji z Kozakami. Kozacy próbowali przekupić nuradyn-sołtana, by ten pozwolił im opuścić obóz. Ten jednak odmówił, a listy pokazał Lubomirskiemu.
Istnieje podejrzenie, że cała bitwa pod Słobodyszczami była mistyfikacją stworzoną przez polskie dowództwo i część pułkowników kozackich chcących wyrwać się spod panowania moskiewskiego, a walki i poniesione straty miały przekonać promoskiewsko nastawionych szeregowych Kozaków do konieczności rokowań z Polakami. Oczywiście, gdyby Lubomirskiemu udało się zniszczyć całą armię Chmielnickiego to taki wariant byłby dla polskiego dowództwa na pewno lepszy niż późniejsze rokowania.

## Ugoda polsko-kozacka
Pod Cudnowem 14 października doszło do nieudanej próby wyrwania się armii Szeremietewa z potrzasku. Następnego dnia po tej próbie do obozu polskiego przybyło poselstwo od armii Chmielnickiego z propozycją rozmów pokojowych. Przyczyną była nie tylko nieudana próba wyrwania się armii Szeremietewa z potrzasku, ale także fakt, że w okresie 7 do 14 października na skutek dezercji armia Chmielnickiego stopniała niemal o połowę. Na czele delegacji kozackiej stał Doroszenko. W zamian za zakładników przybyli z armii Chmielnickiego by wziąć udział w rokowaniach pułkownicy Leśnicki, Haneńko, Krawczenko, Zieliński, Nosacz, Hohol, Bohun i jeszcze dwóch nieznanych z imienia. Zgodzono się ostatecznie na przywrócenie układu hadziackiego, ale bez punktu mówiącego o utworzeniu księstwa ruskiego. Kozacy natomiast wyrzekli się cara i uznali zwierzchnictwo Jana Kazimierza. Chmielnicki w walce z Szeremietewem miał teraz wesprzeć Polaków i przeciągnąć na swą stronę Cieciurę. Zawarty układ podpisało 17 października czterech komisarzy polskich i 16 kozackich. Zaraz po podpisaniu układu do obozu polskiego przybył sam Jerzy Chmielnicki. Następnego dnia zaprzysiężono pokój.